# 산가쿠
산가쿠(일본어: 散楽) 또는 산악은 일본의 전통 예능이다.
서역지방에서 일어나, 중국을 거쳐 일본에는 나라 시대에 전해졌는데, 가벼운 재주부리기·곡예·기술(奇術)·우스운 흉내내기 등 여러 가지 예능으로 구성되어 있다. 그 때문에 별명을 백희(百戱)·잡희(雜戱)라고도 하였다. 아악의 우아함이나 귀족취미와는 반대로, 비속하고 서민성을 지닌 것이 특색이다. 중국의 <당회요(唐會要)>에서 볼 수 있는 종목의 일부를 그대로 답습하고 있는 경우와, 일본 고유의 잡기(雜伎)와 결합되어 재미있고 웃기는 연기를 보여주는 종목도 나타나게 되었다.  
이 중의 고족(高足)·일족(一足)·품옥(品玉) 등의 곡예는 덴가쿠(田樂)으로 계승되었고, 사자무(獅子舞)·대신악(大神樂), 그리고 '사루가쿠'의 교겐 등에 큰 영향을 미쳤다. 헤이안 시대부터는 원악의 문자가 사용되고, 이후에는 이것이 통용되었다.